# Biñán
Biñán es una ciudad componente filipina de primera clase, perteneciente a la provincia de La Laguna, en la región de Calabarzon.

## Historia
Hacia mediados del siglo XIX, el lugar, ya por entonces perteneciente a la provincia de La Laguna, tenía contabilizada una población de 10 948 habitantes, repartidos en 1558 casas. Aparece descrito en el primer volumen del Diccionario geográfico, estadístico, histórico de las Islas Filipinas (1850) de Manuel Buzeta Núñez y Felipe Bravo con las siguientes palabras:

BIÑAN: pueblo con cura y gobernadorcíllo, en la isla de Luzon, prov. de la Laguna, dióc. del arz. de Manila, sit. en los 124° 46'  long., 14° 20' lat., en una gran llanura, á una milla de la laguna de Bay; pasándole por medio un caudaloso r. que corre de S. á N. desde el monte Suñgay; combátenle todos los vientos, y su clima es templado y sano. Tiene como unas 1,558 casas, formando varias calles anchas, llanas y muy propias para el pais, como un pavimento de arena gruesa del r. y tierra arcillosa, que no da lugar á lodos en tiempo de lluvias. Las casas son por lo general de caña y nipa, como en otras partes; pero hay muchas de tablas muy buenas y no pocas de piedra y teja, lujo que se halla en escaso núm. de pueblos. Entre estos edificios se distinguen varios en cuya descripcion nos ocuparemos particularmente. La igl. parr. es de buena fábrica y proporcionada á la pobl., aunque sus adornos y efectos no corresopnden mucho á la opulencia de esta: se halla generalmente servida por un cura indio, pues aunque este es uno de los curatos mas apetecibles de la clerecía, no suelen hacer oposicion á él los clérigos españoles, por hallarse mejor en la cap.: entre tanto, es tanta la pasion que los clérigos indios tienen por este pueblo, que son muy numerosos los opositores á sus vacantes; dando motivo á esto, solamente lo hermoso del terreno y la comodidad y riqueza de su vecindario; pues por lo que hace á sus rentas, son mayores en otros muchos puebl. que tienen mayor número de alm., cuya circunstancia es lo que regula los derechos parroquiales. El cura párroco vive en una casa de tabla separada de la igl.; no lejos de esta se lla el cementerio, bien situado, capaz y con buena ventilacion. La casa de la Hacienda de los PP. dominicos, que son dueños de todo el terreno de Biñan, aunque no es la parroquial, está pegada á la igl. y se comunica con ella por el coro: los padres dominicos contribuyeron á la fábrica de esta igl. y en recompensa se les concedió esta prerogativa para comodidad de sus administradores y religiosos que acuden en sus vacaciones á ella. Hállase por otra parte junto al r. que pasa por el centro de la pobl. Esta casa es regular segun el gusto de los conventos de los religiosos que ejercen el oficio de párrocos en los pueblos; figura con la igl. en cuadro ó paralelógramo, en cuyo centro hay un gran patio. La casa tribunal ó de comunidad es tambien de piedra y teja, y se distingue entre las otras. Hay escuela de primeras letras dotada de los fondos del comun, á la cual concurren gran número de alumnos. Comunícase este pueblo con los inmediatos por medio de caminos de hermosas calzadas, y recibe de la cab. de la prov, un correo semanl en dias indeterminados. Cada casa tiene su huerta donde los naturales plantan todo género de frutales del pais y algunos de Nueva-España; el cómodo riego que les facilita el r. pasando por el centro de la pobl. contribuye mucho á que se crien lozanos los plantíos; sin embargo, suele haber un pozo en cada huerta, de donde con una máquina se saca con suma facilidad el agua necesaria para su riego; el aspecto que estas huertas dan á Biñan es sumamente delicioso. Ademas de las hortalizas y legumbres, que no son muchas, se crian en estas huertas todas las frutas propias del archipiélago, como cocos, mangas, santores, camias, macupas, nangcas, pajos, tampoyes, tamarindos, plátanos, papayas, ates, anonas, duhat, camachiles, mabolos y bullo, chicozapotes, zapotes prieto, de cuyos frutales presentamos la descripcion en art. particulares. Tambien se plantan en estas huertas naranjos y caña dulce. La mayor parte de las casas que poseen estas hermosas huertas, están amuebladas con gusto y pertenecen á mestizos, que son los que componen lo principal de este pueblo. El term. que posee este pueblo, ó sea la grande hacienda de Biñan de los padres dominicos, confina por E. con la laguna de Bay denominante de la prov., como á una milla de la pobl.; por S. con Santa Rosa, no á mucha dist., pues se halla á unos ¾ de hora de camino, por una hermosa calzada entre ricas sementeras, hallándose de trecho en trecho algunas casas rodeadas de árboles frutales; este pueblo pertenecia á la jurisd. civil y ecl. de Biñan, y á últimos del siglo pasado se separó á formarla por sí propio. Por O. confina con la prov. de Cavite, y por N. con San Pedro de Tunasan. El terreno es sumamente fértil, y sus grandes cosechas de arroz, son las que han traido tantos mestizos á este pueblo y lo han elevado á su opulencia; la hermosa llanura que hay al O. de la pobl. regada por el espresado r. que pasa por el centro de esta, y asimismo por sus numerosos afluentes, dá las mas abundantes cosechas. Los padres dominicos han repartido sus tierras en arrendamiento entre los indios y mestizos que las poseen, pagando lo que se estipuló al principio por lo que cada uno cultiva. Generalmente se convino acerca de las haciendas que los arrendadores abriesen las tierras, las cultivasen y se aprovechasen de ellas por 3 ó 4 años sin pagar nada, en razon del gasto del desmonte y roturacion; y pasado este tiempo diesen al propietario 5 cabanes de arroz por cada balita de tierra de regadío, y por las que no pudieran tener este beneficio pagasen menos, segun la calidad de las tierras. Una cabalita corresponde á un caban de siembra, resultando que el pago es insignificante atendido lo mucho que producen estas tierras, y al poco trabajo que exije su cultivo: en Biñan el indio apenas hace mas que arar una vez la tierra, si puede llamarse arar lo que se hace revolviendo el lodo y mezclándolo con el agua de que la sementera debe estar llena al tiempo de hacer la plantacion del arroz, que se efectúa de un modo muy semejante al de varias verduras en España. Se tiene prevenido para esto el almacígo corresopondiente, y ya que se ha revuelto bien el lodo y allanado el terreno, entran una multitud de hombres y mugeres y en poco tiempo lo dejan lleno de plantas de arroz, distante como media cuarta unas de otras. Hecho esto, no se necesita mas que echarle agua y desaguarlo oportunamente, cuyas operaciones solo duran una hora, y se repiten tres ó cuatro veces á lo sumo, en toda la temporada. Con solo este trabajo, dan las tierras de esta pobl. un 50 ó 60 por 1: y por cada 50 ó 60 cabanes de arroz solo paga 5 el arrendador al dueño, lo que apenas llega al diezmo de sus prod. Si se pierde la cosecha, lo que muy rara vez sucede, los hacendados rebajan el importe del terrazgo, proporcionalmente á lo que ha sido la pérdida. Es ademas notable que no se les puede subir el precio del arriendo, ni se les pueden quitar las tierras, á no ser que dejen de pagar por dos años consecutivos. La hacienda de Biñan está la mayor parte en poder de ricos que la cultivan por medio de compañeros, á quienes dan el nombre de Casamahanes. El monte Suñgay, cuyo nombre le han dado sus naturales, por la semejanza que tiene con un cuerno, que es lo que quiere decir en su lengua, se halla cubierto de un hermoso arbolado donde crecen numerosas clases de maderas, toda especie de palmas y numerosos junquillos; en él hay caza mayor y menor, y miel y cera que depositan las abejas. Ya hemos dicho que entre las prod. de este pueblo, es el arroz la que forma su riqueza, dando ademas cuantas son propias del archipiélago. La ind. es limitada, reduciéndose al beneficio de las prod. naturales y agrícolas, á la fabricacion de varios tejidos, que comunmente son obras de las mugeres; la pesca es tambien de alguna importancia. El comercio consiste en la esportacion del sobrante de sus artículos naturales, agrícolas é industriales que se llevan en gran cantidad á Manila, y la adquisicion de varios objetos de lujo en la misma cap. pobl. 10,948 alm., 1,971 trib., que ascienden á 1,970 rs. plata, equivalentes á 49,275 rs. vn.
(Buzeta y Bravo, 1850, pp. 388-390)

En virtud de una ley firmada el 27 de marzo de 2015 por el presidente Benigno Aquino III, Biñán se separó del primer distrito congresual de Laguna y pasó a formar el distrito congresual único de Biñán. El primer representante, el antiguo alcalde de la ciudad, fue elegido en las elecciones de 2016, sin oposición.[cita requerida]
En 2020, tenía censados 407 437 habitantes.